# Saint-Georges (metropolitana di Parigi)
Saint-Georges è una stazione della linea 12 della metropolitana di Parigi.

## La stazione
La stazione venne aperta nel 1911 e prese il suo nome da rue Saint-Georges.
Essa è stata rinnovata esteticamente, nel 2000, secondo lo stile pseudo Société du chemin de fer électrique souterrain Nord-Sud de Paris. In effetti la decorazione attuale è liberamente ispirata a quella antica; non presenta più il nome della stazione realizzato con mattonelle di ceramica come nella stazione Solférino, ne rispetta il codice dei colori originali come ad esempio il marrone per indicare una stazione senza interconnessioni con altre linee.

## Interscambi
- Bus RATP - 67,74